# Félix Raugel
Félix Raugel (Saint-Quentin, 27 novembre 1881 - Paris, 30 décembre 1975) est un musicien, chef d'orchestre et musicologue français.
Après des études au conservatoire de Lille où il obtient le premier prix d'alto, il continue à la Schola Cantorum à Paris où il travaille l'harmonie, l'orgue (avec Abel Decaux), le contrepoint (avec Albert Roussel) et la composition (avec Vincent d'Indy). 
Il deviendra chef d'orchestre à la Société Haendel, maître de chapelle à l'église Saint-Eustache puis directeur de l'orchestre philharmonique de Reims pendant 50 ans. Il sera aussi maître de chapelle de l'église Saint-Honoré-d'Eylau, participera à la Société des études mozartiennes, sera nommé chef des Chœurs de la Radiodiffusion française (ancêtres du Chœur de Radio France), vice-président de la Société française de musicologie, et membre de la Commission des monuments historiques.
Félix Raugel est aussi historien de l'orgue, et l'auteur de plusieurs ouvrages sur l'orgue, Palestrina, l'oratorio, le chant choral.
L’Académie française lui décerne le prix Charles Blanc en 1928 pour son ouvrage Les grandes orgues des églises de Paris et du département de la Seine.